# Rajd Elmot 2003
Rajd Elmot 2003 – 31. edycja Rajdu Elmot. Był to rajd samochodowy rozgrywany od 2 do 3 maja 2003 roku. Była to pierwsza runda Rajdowych Samochodowych Mistrzostw Polski w roku 2003. Rajd składał się z dwudziestu jeden odcinków specjalnych.

## Wyniki końcowe rajdu[1]
| Miejsce | Kierowca          | Pilot            | Samochód                  | Czas      | Strata   | Grupa Klasa |
| ------- | ----------------- | ---------------- | ------------------------- | --------- | -------- | ----------- |
| 1       | Leszek Kuzaj      | Magdalena Lukas  | Subaru Impreza WRC S7 '01 | 1:55:16.4 | -        | A8          |
| 2       | Sebastian Frycz   | Jarosław Gieras  | Mitsubishi Lancer Evo V   | 2:01:33.2 | +6:16.8  | N4          |
| 3       | Michał Bębenek    | Grzegorz Bębenek | Mitsubishi Lancer Evo VI  | 2:01:53.7 | +6:37.3  | N4          |
| 4       | Tomasz Czopik     | Łukasz Wroński   | Subaru Impreza WRC S5 '99 | 2:02:25.0 | +7:08.6  | A8          |
| 5       | Michał Sołowow    | Maciej Baran     | Mitsubishi Lancer Evo VII | 2:04:23.7 | +9:07.3  | N4          |
| 6       | Mariusz Stec      | Zbigniew Gruszka | Mitsubishi Lancer Evo VI  | 2:05:12.2 | +9:55.8  | N4          |
| 7       | Maciej Lubiak     | Maciej Wisławski | Mitsubishi Lancer Evo V   | 2:05:37.2 | +10:20.8 | N4          |
| 8       | Grzegorz Grzyb    | Przemysław Mazur | Peugeot 206 S1600         | 2:06:48.2 | +11:31.8 | A6          |
| 9       | Piotr Maciejewski | Piotr Kowalski   | Mitsubishi Lancer Evo VI  | 2:08:02.5 | +12:46.1 | N4          |
| 10      | Michał Duda       | Robert Gliwiak   | Mitsubishi Lancer Evo VI  | 2:08:55.8 | +13:39.4 | N4          |